# Clyomys laticeps
Clyomys laticeps és una espècie de mamífer rosegador de la família de les rates espinoses. Viu al sud-est del Brasil i l'est del Paraguai. Es tracta d'un animal diürn i de vida semisubterrània. El seu hàbitat natural són les sabanes. Es creu que no hi ha cap amenaça significativa per a la supervivència d'aquesta espècie, tot i que algunes poblacions meridionals podrien estar afectades per la transformació del seu entorn natural per a usos agrícoles.